# Ould Yengé
Ould Yengé è uno dei sette comuni del dipartimento di Ould Yengé, situato nella regione di Guidimagha in Mauritania. Contava 6 688 abitanti nel censimento della popolazione del 2013.